# Elecciones estatales de Hidalgo de 2020
Las elecciones estatales de Hidalgo de 2020 se llevaron a cabo el domingo 18 de octubre de 2020. En ellas se renovaron los 84 ayuntamientos del estado, compuestos por un presidente municipal y sus regidores, electos para un periodo de cuatro años. Inicialmente, los comicios iban a ser celebrados el 7 de junio, pero fueron aplazados debido a la pandemia de COVID-19 que afectó a México.

## Organización

### Partidos políticos, alianzas y candidaturas comunes
En las elecciones estatales tienen derecho a participar los siete partidos políticos con registro nacional: Partido Acción Nacional (PAN), Partido Revolucionario Institucional (PRI), Partido de la Revolución Democrática (PRD), Partido del Trabajo (PT), Partido Verde Ecologista de México (PVEM), Movimiento Ciudadano (MC) y Movimiento Regeneración Nacional (MORENA). Así como los cuatro partidos políticos estatales: Podemos, Más por Hidalgo, Nueva Alianza Hidalgo y Partido Encuentro Social. Los partidos Acción Nacional y de la Revolución Democrática, mantendrán candidaturas comunes en 28 municipios.

### Financiamiento público para gastos de campaña
El Concejo General del Instituto Estatal Electoral de Hidalgo (IEEH), dio a conocer el monto para los gastos de campaña para el proceso electoral 2019-2020, a través del acuerdo IEEH/CG/037/2019 en octubre de 2019. Este documento reparte a los partidos políticos 78.5 millones de pesos para su funcionamiento interno a lo largo del año y 70.6 millones de pesos adicionales para financiar sus campañas electorales. Debido a que el Partido Verde Ecologista de México (PVEM) y Movimiento Ciudadano (MC) no lograron obtener el 3% de la votación emitida en la elección anterior recibirán el financiamiento correspondiente al de un partido recién creado.
| Partido   | Actividades ordinarias | Gastos de campaña |
| --------- | ---------------------- | ----------------- |
| PAN       | $6 745 045.40          | $6 070 540.86     |
| PRI       | $10 468 620.69         | $9 421 758.62     |
| PRD       | $4 104 053.33          | $3 693 648.00     |
| PVEM      | $912 417.37            | $821 175.63       |
| PT        | $4 289 274.05          | $3 860 346.65     |
| MC        | $912 417.37            | $821 175.63       |
| MORENA    | $20 013 875.00         | $18 012 487.50    |
| PODEMOS   | $2 372 630.77          | $2 135 367.70     |
| +XHidalgo | $2 372 630.77          | $2 135 367.70     |
| NAH       | $14 120 712.05         | $12 708 640.84    |
| PES       | $12 219 048.48         | $10 997 143.64    |
| Total     | $78 530 725.28         | $70 677 652.77    |

### Aplazamiento
El 1 de abril de 2020 el Instituto Nacional Electoral decidió postergar por tiempo indefinido la realización de la campaña y las elecciones debido a la pandemia de coronavirus que afectaba al país y a las medidas tomadas por el gobierno para combatirla, desalentando las actividades multitudinarias. El 18 de junio el Instituto Nacional Electoral propuso tres fechas para la celebración de las elecciones: 30 de agosto, 6 de septiembre o 20 de septiembre. En cualquiera de los tres casos la campaña electoral debe iniciar 70 días antes de los comicios. El 30 de julio el Instituto Nacional Electoral determinó que los comicios se realizaran el domingo 18 de octubre y que los ayuntamientos electos iniciaran su mandato el 15 de diciembre.

### Conteo preliminar de resultados
Para estas elecciones el Instituto Estatal Electoral de Hidalgo (IEEH) decidió que los resultados preliminares de la votación no serían computados por el Programa de Resultados Electorales Preliminares (PREP) del Instituto Nacional Electoral (INE) por considerar que la empresa encargada del servicio no había cumplido con la normatividad vigente. La empresa Megaweb entregó únicamente dos de los tres módulos tecnológicos que integraban el sistema: El de digitalización y el de captura de datos. Mientras que incumplió en la entrega del tercer módulo, el sistema de publicación de resultados. El Instituto Estatal Electoral decidió recurrir a otra herramienta, denominada «Preliminares Hidalgo 2020» para contabilizar los votos, basado en los únicos dos múdulos tecnológicos entregados. El sistema alterno brinda únicamente las cifras de la votación pero no las gráficas anexas que incorpora el PREP.
La implementación de este sistema de conteo preliminar alterno fue criticada por los representantes de los partidos Movimiento Regeneración Nacional (Morena), Partido del Trabajo (PT), Partido Verde Ecologista de México (PVEM) y Partido Encuentro Social de Hidalgo (PESH), quienes enfatizaron que su aplicación no estaba contemplada por la norma electoral. Después de las elecciones el presidente nacional de Morena, Alfonso Ramírez Cuéllar, anunció a través de Twitter que su partido no reconocería los resultados ofrecidos por el sistema «Preliminares Hidalgo 2020».*

## Resultados
|  | 25.53 % |

|  | 9.51 % |

|  | 9.13 % |

|  | 8.40 % |

|  | 7.43 % |

|  | 5.649 % |

|  | 4.05 % |

|  | 5.00 % |

|  | 4.54 % |

|  | 4.67 % |

|  | 3.98 % |

|  | 3.55 % |

|  | 3.07 % |

|  | 2.81 % |

|  | 0.10 % |

|  | 97.45 % |

|  | 2.55 % |

|  | 51.39 % |

|  | 48.61 % |